# Кордина, Джо
Джозеф Кордина (англ. Joseph Cordina; род. 1 декабря 1991, Кардифф) —  валлийский боксёр, представитель лёгкой и полулёгкой весовых категорий.  
Выступал за сборные Великобритании и Уэльса по боксу в период 2011—2016 годов, чемпион Европы, бронзовый призёр Игр Содружества в Глазго, победитель и призёр первенств национального значения, участник летних Олимпийских игр в Рио-де-Жанейро.  
Среди профессионалов бывший чемпион мира по версии IBF (2022), (2023—2024) во втором полулёгком весе.
Лучшая позиция по рейтингу BoxRec — 33-я (май 2024) и является 2-м среди британских боксёров второй полулегкой весовой категории

## Биография
Джо Кордина родился 1 декабря 1991 года в Кардиффе.

### Любительская карьера
Впервые заявил о себе в 2007 году, выиграв серебряную медаль на чемпионате Великобритании среди кадетов. В 2009 году выступил на юниорском чемпионате Европы в Польше, но сумел дойти здесь только до стадии четвертьфиналов. Серебряный призёр чемпионата Уэльса 2010 года в легчайшей весовой категории.
В 2011 году вошёл в основной состав валлийской национальной сборной и побывал на чемпионате мира в Баку, где уже на предварительном этапе был остановлен немцем Юджином Бурхардом. Год спустя завоевал бронзовую медаль на молодёжном чемпионате Европы в России, пытался пройти отбор на Олимпийские игры в Лондоне, однако на европейском олимпийском квалификационном турнире в Трабзоне в стартовом поединке проиграл ирландскому легковесу Дэвиду Оливеру Джойсу.
На мировом первенстве 2013 года в Алма-Ате в первом же поединке потерпел поражение от титулованного кубинца Ласаро Альвареса.
Представлял Уэльс на Играх Содружества 2014 года в Глазго, добрался в лёгком весе до полуфинала и, проиграв шотландцу Чарли Флинну, получил бронзу.
В 2015 году одолел всех соперников на чемпионате Европы в Самокове, став единственным британским боксёром, кому удалось выиграть на этом турнире золотую медаль. При этом на чемпионате мира в Дохе попасть в число призёров не смог, был остановлен бразильцем Робсоном Консейсаном. Также ему довелось поучаствовать в матчевых встречах полупрофессиональной лиги WSB, где он представлял команду «Британские львиные сердца».
На европейской олимпийской квалификации 2016 года в Самсуне Кордина дошёл до финала, уступив только французу Софьяну Умиа, и благодаря этому успешному выступлению удостоился права защищать честь Великобритании на летних Олимпийских играх в Рио-де-Жанейро. На предварительном этапе Игр благополучно прошёл филиппинца Чарли Суареса, тогда как в 1/8 финала был выбит из борьбы за медали представителем Узбекистана Хуршидом Тожибаевым.

### Профессиональная карьера
Вскоре после окончания Олимпиады Джо Кордина ушёл из любительского бокса и в 2017 году успешно дебютировал на профессиональном уровне. Выступал в андеркарте громкого чемпионского боя Энтони Джошуа — Владимир Кличко.

#### Бой с Энтони Какаче
18 мая в Эр-Рияде (Саудовская Аравия) проиграл нокаутом в 8-м раунде во 2-й защите титула IBF во втором полулёгком весе британскому боксёру Энтони Какаче. Поединок состоится в андеркарде боя за звание абсолютного чемпиона мира между Александром Усиком и Тайсоном Фьюри.

## Таблица профессиональных поединков
В таблице перечислены результаты всех поединков боксёров.
В каждой строке указан результат поединка. Дополнительно номер поединка обозначен цветом, который обозначает итог поединка. Расшифровка обозначений и цветов представлена в нижеследующей таблице.
| Пример | Расшифровка                     |
| ------ | ------------------------------- |
|        | Победа                          |
|        | Ничья                           |
|        | Поражение                       |
|        | Планируемый поединок            |
|        | Поединок признан несостоявшимся |
| КО     | Нокаут                          |
| ТКО    | Технический нокаут              |
| PTS    | Решение судей (по очкам)        |
| UD     | Единогласное решение судей      |
| MD     | Решение большинства судей       |
| SD     | Раздельное решение судей        |
| RTD    | Отказ от продолжения боя        |
| DQ     | Дисквалификация                 |
| NC     | Поединок признан несостоявшимся |

| 18 поединков, 17 побед, (9 нокаутом), 1 поражение. | 18 поединков, 17 побед, (9 нокаутом), 1 поражение. | 18 поединков, 17 побед, (9 нокаутом), 1 поражение. | 18 поединков, 17 побед, (9 нокаутом), 1 поражение. | 18 поединков, 17 побед, (9 нокаутом), 1 поражение.          | 18 поединков, 17 побед, (9 нокаутом), 1 поражение. | 18 поединков, 17 побед, (9 нокаутом), 1 поражение.                                                               |
| Бой                                                | Рекорд                                             | Дата                                               | Соперник                                           | Место боя                                                   | Результат                                          | Данные о бое |
| -------------------------------------------------- | -------------------------------------------------- | -------------------------------------------------- | -------------------------------------------------- | ----------------------------------------------------------- | -------------------------------------------------- | --- |
| 18                                                 | 17-1                                               | 18 мая 2024                                        | Энтони Какаче (22-1)                               | Kingdom Arena, Эр-Рияд, Саудовская Аравия                   | TKO 8 (12) 0:39                                    | Потерял титул чемпиона мира по версии IBF (2-я защита Кордины) и IBO (2-я защита Какаче) во 2-м полулёгком весе. |
| 17                                                 | 17-0                                               | 4 ноября 2023                                      | Эдвард Васкес (15-1)                               | Казино Монте-Карло, Монте-Карло, Монако                     | MD 12                                              | Защитил титул чемпиона мира по версии IBF (1-я защита Кордины) во 2-м полулёгком весе.                           |
| 16                                                 | 16-0                                               | 22 апреля 2023                                     | Шавкатджон Рахимов (17-0-1)                        | Cardiff International Arena, Кардифф, Уэльс, Великобритания | SD 12                                              | Выиграл титул чемпиона мира по версии IBF (1-я защита Рахимова) во 2-м полулёгком весе.                          |
| 15                                                 | 15-0                                               | 4 июня 2022                                        | Кеничи Огава (26-1-1)                              | Cardiff International Arena, Кардифф, Уэльс, Великобритания | KO 2 (12), 1:15                                    | Выиграл титул чемпиона мира по версии IBF во 2-м полулёгком весе.                                                |
| 14                                                 | 14-0                                               | 11 декабря 2021                                    | Мико Хачатрян (13-0)                               | Liverpool Arena, Ливерпуль, Англия, Великобритания          | UD 10                                              | Защитил титул чемпиона по версии WBA Continental во 2-м полулёгком весе.                                         |
| 13                                                 | 13-0                                               | 14 августа 2021                                    | Джошуа Эрнандес (10-3)                             | Matchroom Headquarters, Брентвуд, Англия, Великобритания    | KO 1 (10), 0:53                                    | |
| 12                                                 | 12-0                                               | 20 марта 2021                                      | Фарух Курбанов (17-2-0)                            | Уэмбли Арена, Лондон, Англия, Великобритания                | MD 10                                              | |
| 11                                                 | 11-0                                               | 30 ноября 2019                                     | Энрике Тиноко (18-5-4)                             | Казино Монте-Карло, Монте-Карло, Монако                     | UD 10                                              | Выиграл титул чемпиона по версии WBA Continental во 2-м полулёгком весе.                                         |
| 10                                                 | 10-0                                               | 30 ноября 2019                                     | Гэвин Гвин (11-0)                                  | Арена O2, Лондон, Англия, Великобритания                    | UD 12                                              | |
| 9                                                  | 9-0                                                | 20 апреля 2019                                     | Энди Тоуненд (22-4)                                | Арена O2, Лондон, Англия, Великобритания                    | TKO 6 (12), 2:51                                   | |
| 8                                                  | 9-0                                                | 4 августа 2018                                     | Шон Додд (15-3-1)                                  | Ice Arena Wales, Кардифф, Уэльс, Великобритания             | UD 12                                              | |
| Бой                                                | Рекорд                                             | Дата                                               | Соперник                                           | Место боя                                                   | Результат                                          | Данные о бое |